# لک‌لک شیری
لک‌لک شیری (نام علمی: Mycteria cinerea) نام یک گونه از سرده لک‌لک‌های نوک‌زرد است.